# Grelha solar da ISS

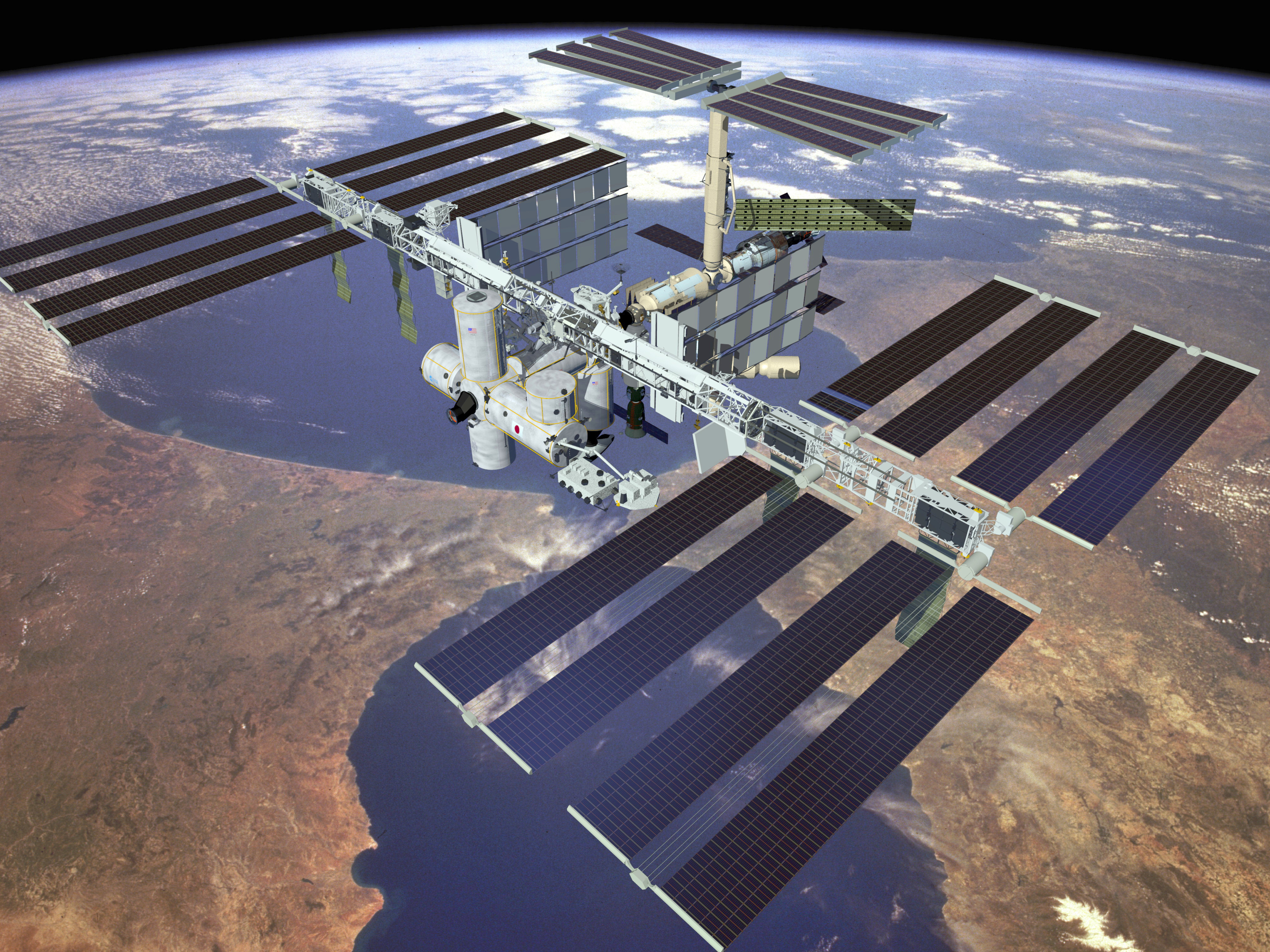
Grelha de painéis solares da ISS (NASA)

A energia eléctrica é o recurso mais crítico na Estação Espacial Internacional (ISS) porque permite à tripulação viver confortavelmente, operar a estação com segurança e realizar experiências científicas. Portanto, independentemente se serve de fonte de alimentação ao sistema de suporte à vida, provoca uma fornalha que produz critais, gere uma rede de computadores, ou opera um centrifugador, a electricidade é essencial. Uma vez que a única fonte de energia imediatamente disponível à estação é a luz solar, o Centro de Investigação Glenn (Glenn Research Center) da NASA foi pioneira, e continua a desenvolver, em tecnologias para converter eficientemente energia solar em corrente eléctrica. Um método de transformar esta energia é chamado de fotovoltaico. Usa células solares de silício purificado para converter a luz directamente para electricidade. Estas células são montadas em grande quantidade em grelhas para permitir a produção de grandes níveis de potência.
O sistema de alimentação completo, composto por hardware norte-americano e russo, irá gerar 110 kW (kilowatt) de potência total. Isto equivale ao mesmo que 55 casas dispõem. Aproximadamente 46 kW irão estar disponíveis para actividades de investigação.

## Sequência da montagem do ISS Truss e painéis solares
| Elemento                  | Missão          | Data do Lançamento     | Comprimento (m) | Diâmetro (m) | Massa (kg) |
| ------------------------- | --------------- | ---------------------- | --------------- | ------------ | ---------- |
| Z1 Truss                  | 3A - STS-92     | 11 de Outubro de 2000  | 4.9             | 4.2          | 8,755      |
| P6 Truss - Grelha solar   | 4A - STS-97     | 30 de Novembro de 2000 | 73.2            | 10.7         | 15,900     |
| S0 Truss                  | 8A - STS-110    | 8 de Abril de 2002     | 13.4            | 4.6          | 13,970     |
| S1 Truss                  | 9A - STS-112    | 7 de Outubro de 2002   | 13.7            | 3.9          | 12,598     |
| P1 Truss                  | 11A - STS-113   | 23 de Novembro de 2002 | 13.7            | 3.9          | 12,598     |
| P3/4 Truss - Grelha solar | 12A - STS-115   | 29 de Dezembro de 2005 | 73.2            | 10.7         | 15,900     |
| P5 Truss                  | 12A.1 - STS-116 | 1 de Dezembro de 2005  | 13.7            | 3.9          | 12,598     |
| S3/4 Truss - Grelha solar | 13A - STS-117   | 9 de Fevereiro de 2006 | 73.2            | 10.7         | 15,900     |
| S5 Truss                  | 13A.1 - STS-118 | 30 de Março de 2006    | 13.7            | 3.9          | 12,598     |
| S6 Truss - Grelha solar   | 15A - STS-119   | 13 de Julho de 2006    | 73.2            | 10.7         | 15,900     |